# The Fourth Plague: Flies
 (août 2023).
Albums de A Life Once Lost
Open Your Mouth for the Speechless...In Case of Those Appointed to Die
(2000) A Great Artist
(2005)
The Fourth Plague: Flies est un EP du groupe de Metalcore Américain A Life Once Lost. Il s'agit de la deuxième production du groupe.
Les titres Prepare Yourself for What Is About to Come, The Tide et The Dead Sea sont présents sur la play-list de la version ré-éditée du premier album studio du groupe, Open Your Mouth for the Speechless...In Case of Those Appointed to Die. Le titre The Dead Sea est joué en live.
L'album est sorti le 24 janvier 2003 sous le label Robotic Empire.

## Composition
- Robert Meadows - chant
- Robert Carpenter - guitare
- Douglas Sabolick - guitare
- Alin Ashraf - basse
- T.J. De Blois - batterie

## Liste des titres
1. Chileab – 1:59
2. Our Second Home – 2:19
3. The Dead Sea – 2:37
4. Prepare Yourself for What Is About to Come – 2:48
5. The Tide – 2:48